# Brachythecium siamense
Brachythecium siamense är en bladmossart som beskrevs av Hugh Neville Dixon 1932. Brachythecium siamense ingår i släktet gräsmossor, och familjen Brachytheciaceae. Inga underarter finns listade i Catalogue of Life.